# Йованович, Миливое (литературовед)
Миливо́е Йова́нович (серб. Миливоје Јовановић; 8 мая 1930, Белград — 18 мая 2007) — югославский, сербский литературовед, славист.

## Биография
Миливое Йованович родился 8 мая 1930 года в Белграде.
После окончания в 1952 году университета занялся переводами главным образом с русского языка; переводил малоизвестные и забытые произведения русской литературы. Писал в большом количестве предисловия и послесловия к переводам русских сочинений, публиковал отзывы о различных литературных произведениях в литературной периодике, публиковал обзорные статьи по вопросам литературного творчества в России.
В 1973 году Йованович встретился в Варшаве с Кириллом Тарановским, ставшим для него учителем, и занялся изучением интертекстуальных связей произведений русской литературы с предшествующими и современными им произведениями в России, Европе, США.
В 1975 году Йованович опубликовал монографии об Исааке Бабеле («Искусство Исаака Бабеля») и Михаиле Булгакове («Утопия Михаила Булгакова») и завершил этот свой исследовательский период обзором русской советской литературы, написанным в 1980 году. После этого Йованович опубликовал монографию о Фёдоре Достоевском («Достоевский и русская литература XX века», 1985), вновь монографию о Булгакове («Михаил Булгаков. Книга вторая», 1989), обзорную книгу о русской поэзии («Русские поэты XX века. Диалоги и монологи», 1990) и ещё две монографии о Достоевском — «Достоевский: от романа тайн к роману-мифу. Система „чужих голосов“ в великих романах» (1992) и «Достоевский: от романа тайн к роману-мифу. Метаморфоза жанра» (1993). Помимо монографий Миливое Йованович написал около 50 исследований по вопросам интертекстуальности, сюжетосложения, сложных поэтических форм (цикла, сборника), жанра и другим вопросам поэтики, перейдя со временем в более широкую культурологическую проблематику. Почти все работы были опубликованы на русском языке в 18 странах мира.
Известная ученица, соавтор — Корнелия Ичин.
Умер в 2007 году.

## Награды и премии
- Международная отметина имени отца русского футуризма Давида Бурлюка[3]
- Премия имени Милоша Джурича, премия Союза литературных переводчиков Сербии за лучший прозаический перевод в 1984 году